# Szczelina ze Śniegiem
Szczelina ze Śniegiem – jaskinia w Dolinie Lejowej w Tatrach Zachodnich. Wejście do niej znajduje się poniżej grani Kominiarskiego Wierchu, w pobliżu Jaskini Skośnej, na wysokości 1745 m n.p.m. Długość jaskini wynosi 24 metry, a jej deniwelacja 7,70 metrów.

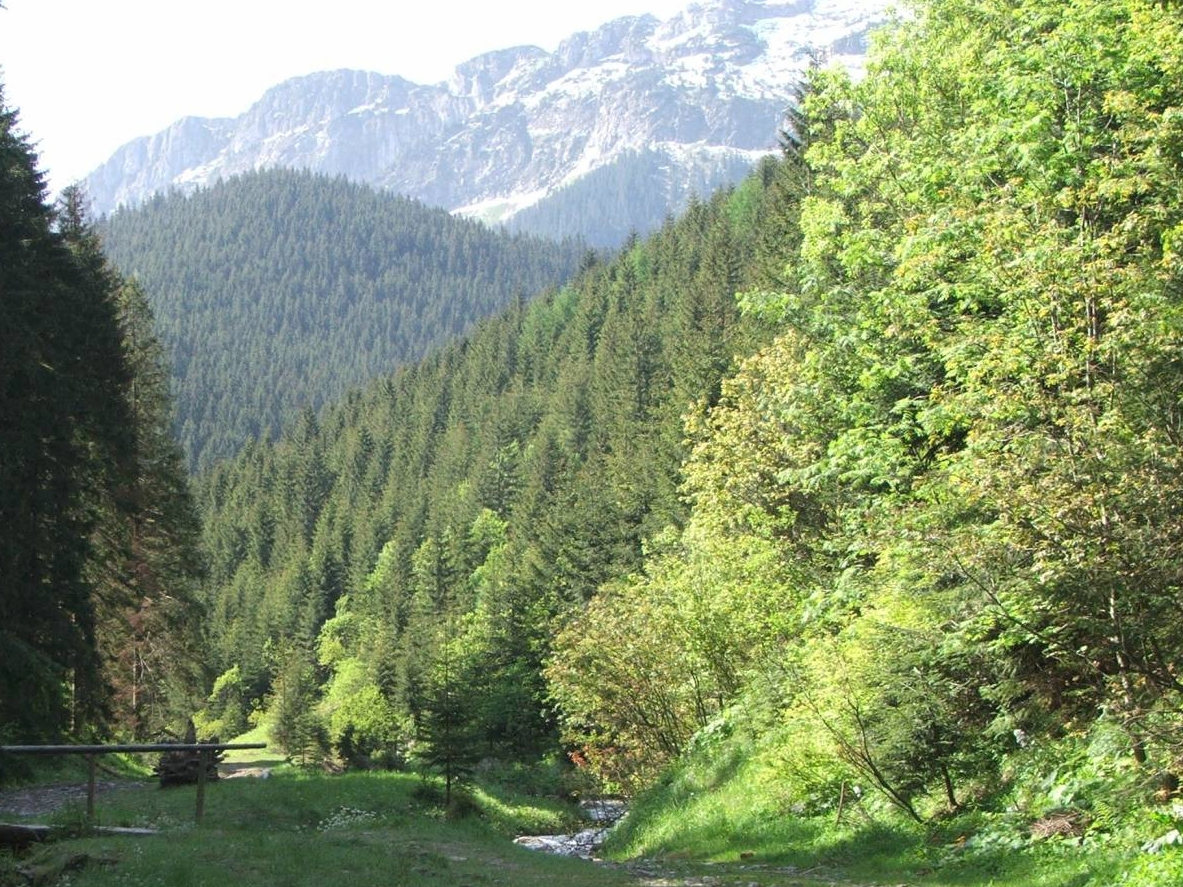
Dolina Lejowa. W głębi zbocza Kominiarskiego Wierchu

## Opis jaskini
Jaskinię stanowi szczelina tektoniczna otwarta od góry. Wejście do niej znajduje się w dużym leju krasowym.
Od otworu idzie się w dół około 4 metrów do zacisku. Za nim szczelina rozszerza się i po 5 metrach kończy się w kolejnym leju krasowym.

## Przyroda
Nacieków w jaskini nie ma. Przeważnie przez cały rok leży w niej śnieg i lód. Roślinność nie występuje.

## Historia odkryć
Jaskinia znana była od dawna. Pierwszą wzmiankę o niej zamieścił W.W. Wiśniewski w 1989 roku.
Dokumentację szczeliny sporządziła I. Luty 5 lipca 2004 roku.